# Aachen Bushof
Aachen Bushof ist der zentrale Busbahnhof in Aachen und der wichtigste Knotenpunkt im Busverkehr der ASEAG.

## Beschreibung
Der Aachener Bushof ging aus einem durch Kriegszerstörungen frei gewordenen Trümmergrundstück hervor, das ab 1963 zunächst provisorisch, ab 1967 dann systematisch als Freifläche für verschiedene Bushaltestellen genutzt worden war. 1968 schrieb das Aachener Planungsamt einen Ideenwettbewerb aus, den Siegfried Reitz und Willy Frings gewannen. Sie schlugen eine vollständige Überbauung der Bushalteplätze vor, ergänzt um eine darunter zu errichtende Tiefgarage für den stark anwachsenden Individualverkehr. Dieser Entwurf wurde umgesetzt und der Busbahnhof zum Fahrplanwechsel am 30. September 1973 feierlich eröffnet. Der neue Bushof setzt sich aus einem Bushofsgebäude sowie Haltestellen in den angrenzenden Straßen, der Peterstraße und der Kurhausstraße, zusammen. Unter dem aufgeständerten Bushofsgebäude befinden sich drei Bussteige mit sieben Haltestellen, in den darüberliegenden Etagen des Gebäudes befinden sich Büroräume, die unter anderem von der Volkshochschule Aachen belegt werden. Die Beleuchtung der Bussteige erfolgte bis 2016 tagsüber mithilfe einer Heliostaten-Anlage. Zwischen den Bussteigen und der Peterstraße liegen Ladenlokale, die ein Zeitungsgeschäft und Gastronomie beherbergen. Unterhalb des Bushofs befindet sich das Parkhaus Couvenstraße, welches über 534 Stellplätze verfügt.
Der Bushof verfügt über 12 Haltestellen, die von insgesamt 55 Buslinien, davon 8 Schnellbus- und 9 Nachtbuslinien, angefahren werden. Die Haltestellen H.1 bis H.7 befinden sich unter dem Gebäude; die Haltestellen an der Peterstraße werden mit H.10 bis H.13 und die Haltestellen an der Kurhausstraße mit H.14 und H.15 bezeichnet. Im Dezember 2012 wurden am Bushof neue dynamische Fahrgastinformationsanlagen (DFI) der ASEAG installiert.
Das Bushofsgebäude gehört zur Hälfte der Stadt Aachen, die andere Hälfte der Anteile an dem Gebäude hält seit 2011 der Aachener Investor Gerd Sauren, der sie von einem Berliner Unternehmen erwarb, nachdem die Stadt auf ihr Vorkaufsrecht verzichtet hatte.
Nach Eröffnung des Bushofs wurden die letzte Linie der Straßenbahn Aachen sowie die O-Bus-Linie nach Baesweiler eingestellt.

## Bedienung
Aachen Bushof wird von folgenden Linien bedient:
| Linie | Betreiber      | Verlauf |
| ----- | -------------- | --- |
| 1     | ASEAG          | Uniklinik – Westbahnhof – Ponttor – Aachen Bushof – Ludwig Forum – Talbot – Haaren – Verlautenheide – Atsch – Stolberg Mühlener Bf – Stolberg Altstadt – Binsfeldhammer – Bernardshammer – Vicht – Fleuth – Mausbach – Diepenlinchen – Werth – Gressenich – Schevenhütte |
| 2     | ASEAG          | Preuswald – Kaiser-Friedrich-Park – Misereor – Elisenbrunnen – Aachen Bushof – Kaiserplatz – Josefskirche – Kennedypark – Geschwister-Scholl-Gymnasium – Hansmannstraße (Bahnhof) – Eilendorf Schubertstraße |
| 4     | ASEAG          | (Uniklinik – Westfriedhof – / Weststraße –) Hanbruch – Preusweg – Franziskushospital – Jüdischer Friedhof – Schanz – Markt – Aachen Bushof – Kaiserplatz |
| 5     | ASEAG          | Uniklinik – Westfriedhof – Schanz – Elisenbrunnen – Aachen Bushof – Kaiserplatz – Josefskirche – Bf Rothe Erde – Forst – Driescher Hof – Brand Schulzentrum – Brand |
| 7     | ASEAG          | Verlautenheide – Eilendorf Bf – Bf Rothe Erde – Frankenberger Viertel – Theater – Elisenbrunnen – Aachen Bushof – Ponttor – Laurensberg – Richterich Schönau |
| 11    | ASEAG          | Walheim Hasbach – Walheim – Nütheim – Schleckheim – Oberforstbach / Oberforstbach Gewerbegebiet – Lichtenbusch – Waldfriedhof – Burtscheid – Marienhospital – Aachen Hbf – Misereor – Elisenbrunnen – Aachen Bushof – Ludwig Forum – Talbot – Haaren – Würselen Kaninsberg – Weiden – Vorweiden – Linden-Neusen – (Broich –) Broicher Siedlung – Blumenrath – Montanstraße – Mariadorf – Hoengen |
| 12    | ASEAG          | Campus Melaten – Hörn – Muffet – Elisenbrunnen – Aachen Bushof – Kaiserplatz – Josefskirche – Kennedypark – Geschwister-Scholl-Gymnasium – Eilendorf – Münsterbusch – Zinkhütter Hof – Stolberg Mühlener Bf (– Birkengang – Am Sender – Donnerberg Höhenstraße) |
| 14    | ASEAG / TEC    | Aachen Bushof – Elisenbrunnen – Misereor – Aachen Hbf – Burtscheid Hauptstr. – Diepenbenden – Linzenshäuschen – Köpfchen Grenze(D) – (Hauset (B) –) Eynatten (B) – (Raeren –) Kettenis – Eupen (AVV-Tarif gilt nur im deutschen Streckenabschnitt) |
| 15    | ASEAG          | Elisenbrunnen – Aachen Bushof – Kaiserplatz – Josefskirche – Bf Rothe Erde – Forst – Brand – Krauthausen – Dorff – Breinig (– Breinigerberg – Vicht – Fleuth – Mausbach – Diepenlinchen) |
| 16    | ASEAG          | Aachen Bushof – Bf Rothe Erde – Tierpark – Forster Linde – Lintert – Hitfeld – Oberforstbach – Schleckheim (– Pascalstr.) – Nütheim – Walheim – Schmithof – Sief (– Lichtenbusch) |
| 17    | ASEAG          | Aachen Bushof – Ponttor – Laurensberg – Richterich – (Bank →) Horbach – Locht Zollmuseum |
| 21    | ASEAG          | Lintert Friedhof – Burtscheid – Aachen Hbf – Misereor – Elisenbrunnen – Aachen Bushof – Ludwig Forum – Talbot – Haaren – Würselen – Morsbach – Bardenberg – (Pley –) Niederbardenberg – Herzogenrath Bf – Ritzerfeld – Merkstein – Boscheln – Holthausen – Übach – Palenberg – Palenberg Bf |
| 22    | ASEAG          | Campus Melaten – Hörn – Muffet – Elisenbrunnen – Aachen Bushof – Kaiserplatz – Josefskirche – Kennedypark – Geschwister-Scholl-Gymnasium – Eilendorf – Atsch – Stolberg Mühlener Bf |
| 23    | ASEAG          | (Campus Melaten –) Hörn – Muffet – Elisenbrunnen – Aachen Bushof – Kaiserplatz – Josefskirche – ASEAG – Hüls |
| 24    | ASEAG          | Kelmis (B) – Bildchen Grenze (D) (– Preuswald) – Franziskushospital – Jüdischer Friedhof – Schanz – Elisenbrunnen – Aachen Bushof |
| 25    | ASEAG          | Vaals (NL) – Vaalserquartier (D) – Westfriedhof – Schanz – Elisenbrunnen – Aachen Bushof – Kaiserplatz – Bf Rothe Erde – Forst – Brand – Freund – Büsbach – Stolberg Altstadt – Stolberg Mühlener Bf (– Atsch Dreieck) |
| 27    | ASEAG          | Brand – Gewerbegebiet Eilendorf Süd – Forst – Bf Rothe Erde – Frankenberger Viertel – Normaluhr – Theater – Elisenbrunnen – Aachen Bushof – Ponttor – Laurensberg – Niersteiner Höfe – Vetschau – Bank |
| 31    | ASEAG          | Siegel – Burtscheid – Aachen Hbf – Misereor – Elisenbrunnen – Aachen Bushof – Ludwig Forum – Talbot – Haaren – Verlautenheide – Gewerbegebiet Aachener Kreuz |
| 33    | ASEAG          | Fuchserde – Beverau – Frankenberger Viertel – Theater – Elisenbrunnen – Aachen Bushof – Ponttor – Westbahnhof – Hörn – Campus Melaten – Uniklinik – Kullen – Vaalserquartier (D) – Vaals (NL) |
| 34    | ASEAG          | (Kerkrade (NL) – Pannesheide (D)) / Kohlscheid Bf – Kohlscheid Weststr. – (Kohlscheid Markt – ) Rumpen – Berensberg – Grüner Weg – Aachen Bushof – Elisenbrunnen – Theater – Normaluhr – Burtscheid Hauptstr. – Diepenbenden |
| 35    | ASEAG          | Vaals Grenze – Vaalserquartier – Westfriedhof – Schanz – Elisenbrunnen – Aachen Bushof – Kaiserplatz – Bf Rothe Erde – Forst – Brand – Kornelimünster – Walheim – Hahn – Breinig |
| 36    | ASEAG          | Aachen Bushof – Kaiserplatz – Normaluhr – Marienhospital – Burtscheid – Bismarckturm – (Waldfriedhof ←) Oberforstbach Gewerbegebiet – SCHUMAG – Schleckheim |
| 37    | ASEAG          | Brand – Gewerbegebiet Eilendorf Süd – Forst – Bf Rothe Erde – Frankenberger Viertel – Normaluhr – Theater – Elisenbrunnen – Aachen Bushof – Ponttor – Laurensberg – Orsbach – Lemiers |
| 41    | ASEAG          | Uniklinik – Westbahnhof – Ponttor – Aachen Bushof – Haaren – Verlautenheide |
| 43    | ASEAG          | (Richterich Schönau /) Laurensberg Rahe – Laurensberg – Westbahnhof – Ponttor – Aachen Bushof – Elisenbrunnen – Preusweg – Hanbruch – Uniklinik |
| 44    | ASEAG / Arriva | Schnellbus: Aachen Hbf – Elisenbrunnen – Aachen Bushof – Ponttor – Laurensberg – Richterich – Horbach (D) – Hogeschool Zuyd (NL) – Heerlen |
| 45    | ASEAG          | Uniklinik – Kullen – Westfriedhof – Schanz – Elisenbrunnen – Aachen Bushof – Kaiserplatz – Bf Rothe Erde – Forst – Driescher Hof – Brand Schulzentrum (– Brand) |
| 46    | ASEAG          | Aachen Bushof – Bf Rothe Erde – Tierpark – Forster Linde – Lintert – Hitfeld – Oberforstbach – Schleckheim – Nütheim – Walheim – Hahn – Venwegen Abzweigung – Breinig Entengasse –Mulartshütte – Rott – Dreilägerbachtalsperre – Roetgen Post |
| 47    | ASEAG          | (Brand –) Hüls – Kaiserplatz – Aachen Bushof – Ponttor – Laurensberg – Richterich – Kohlscheid Weststr. – Pannesheide – Straß – Herzogenrath Bf – Ritzerfeld – Merkstein |
| 51    | ASEAG          | Waldfriedhof – Burtscheid – Aachen Hbf – Elisenbrunnen – Aachen Bushof – STAWAG – Carolus Thermen – Alter Tivoli – Scherberg – Würselen – Schleibacher Hof – Alsdorf-Annapark – Neuweiler – Oidtweiler – (Carl-Alexander-Park → Baesweiler Reyplatz / Setterich) |
| 52    | ASEAG          | (Hücheln – Weisweiler –) Eschweiler Südstraße – Rathaus – Eschweiler Bushof – Röhe – Talbot – Ludwig Forum – Aachen Bushof |
| 53    | ASEAG          | Ronheider Weg – Habsburgerallee – Misereor – Elisenbrunnen – Aachen Bushof |
| 54    | ASEAG          | Diepenbenden – Burtscheid Hauptstr. – Normaluhr – Theater – Elisenbrunnen – Aachen Bushof – Eurogress – Soers – Berensberg – Rumpen – Kohlscheid Markt – Klinkheide – Pannesheide – Straß – Herzogenrath Bf – Herzogenrath Schulzentrum / Waldfriedhof / (Ritzerfeld – Merkstein – Industriegebiet Boscheler Berg) |
| 55    | ASEAG          | Vaals Grenze – Vaalserquartier – Westfriedhof – Schanz – Elisenbrunnen – Aachen Bushof – Kaiserplatz – Bf Rothe Erde – Forst – Brand – Kornelimünster – Schleckheim – Oberforstbach / Oberforstbach Gewerbegebiet – Lichtenbusch |
| 65    | ASEAG          | Elisenbrunnen – Aachen Bushof – Kaiserplatz – Bf Rothe Erde – Forst – Brand – Kornelimünster – Schleckheim – Oberforstbach Gewerbegebiet – Lichtenbusch |
| 66    | ASEAG          | Während der Sperrung der B258 in Konzen wird Konzen nur vom Schülerverkehr und vom NetLiner bedient. Aachen Bushof – Kaiserplatz – Josefskirche – Bf Rothe Erde – Forst – Brand – Kornelimünster – Walheim – Friesenrath – Roetgen –Konzen Bf. – Breitestr. - Am Gericht - Imgenbroich – Monschau |
| 73    | ASEAG          | Uniklinik – Campus Melaten – Hörn – Westbahnhof – Ponttor – Aachen Bushof – Kaiserplatz – Josefskirche – Bf Rothe Erde – Mataréstraße - (← Brand ← Freund/Niederforstbach) |
| 74    | ASEAG          | Aachen Hbf – Elisenbrunnen – Aachen Bushof – Ponttor – Westbahnhof – Gewerbegebiet Avantis (D / NL) |
| 75    | ASEAG          | Hörn Kastanienweg – Muffet – Weststraße – Schanz – Elisenbrunnen – Aachen Bushof |
| X25   | ASEAG          | Expressbus: Aachen Bushof – Kaiserplatz – Bf Rothe Erde – Brand – Freund – Büsbach – Stolberg Altstadt – Stolberg Mühlener Bf |
| X35   | ASEAG          | Expressbus: Elisenbrunnen – Aachen Bushof – Kaiserplatz – Bf Rothe Erde – Brand – Kornelimünster – Walheim – Hahn |
| X47   | ASEAG          | Expressbus: Aachen Bushof – Ponttor – Kohlscheid Weststr. – Pannesheide – Straß – Herzogenrath Bf – Ritzerfeld – Merkstein |
| X51   | ASEAG          | Expressbus: Elisenbrunnen – Aachen Bushof – STAWAG – Alter Tivoli – Scherberg – Würselen – Alsdorf-Annapark – Neuweiler – Oidtweiler – (Carl-Alexander-Park → Baesweiler Reyplatz) / (← Setterich) |
| X73   | ASEAG          | Expressbus: Uniklinik – Campus Melaten – Süsterau – Westbahnhof – Ponttor – Aachen Bushof – Kaiserplatz – Bf Rothe Erde – Brand – (← Freund) - Niederforstbach |
| 220   | Rurtalbus      | Aachen Bushof – Ludwig Forum – Talbot – Mariadorf – Hoengen – (Bettendorf – Siersdorf –) Schleiden – Aldenhoven – Neubourheim – Jülich Walramplatz – Neues Rathaus – Bahnhof/ZOB – (Krankenhaus – Solar Campus –) (Forschungszentrum Bf RTB ←) Forschungszentrum Jülich |
| 350   | Arriva         | Limburgliner: Aachen Bushof – Elisenbrunnen – (Theater ← Aachen Hbf ←) Schanz (D) – Vaals (NL) – Lemiers – Gulpen – Margraten – Cadier en Keer – Maastricht (AVV-Tarif gilt nur zwischen Aachen und Vaals Busstation) |
| SB20  | Rurtalbus      | Schnellbus: Aachen Bushof – Ludwig Forum – Neubourheim – Jülich Walramplatz – Neues Rathaus – (Jülich Bf/ZOB –) Krankenhaus – Solar Campus – (Forschungszentrum Bf RTB ←) Forschungszentrum Jülich |
| SB63  | ASEAG          | Schnellbus: Aachen Bushof – Elisenbrunnen – Misereor – Aachen Hbf – Marienhospital – Burtscheid – Oberforstbach Gewerbegebiet (– Rott) – Roetgen – Lammersdorf – (Paustenbach – Bickerath) / (Rollesbroich – Strauch Am Roßbach) – Simmerath |
| SB66  | ASEAG          | Während der Sperrung der B258 in Konzen wird Konzen nur vom Schülerverkehr und vom NetLiner bedient. Schnellbus: Aachen Bushof – Kaiserplatz – Scheibenstraße – Bf Rothe Erde – Brand – Kornelimünster – Walheim – Friesenrath – Roetgen – Konzen Bf. – Breitestr. - Am Gericht - Imgenbroich – Monschau |
| SB71  | ASEAG          | Schnellbus: Verlautenheide Endstraße – Haaren Markt – Prager Ring – Blücherplatz – Hansemannplatz – Aachen Bushof – Elisenbrunnen – Schanz – Westfriedhof – Uniklinik |
| N1    | ASEAG          | Nachtexpress: nur in den Nächten vor Samstagen sowie Sonn- und Feiertagen Elisenbrunnen → Aachen Bushof → Kaiserplatz → Josefskirche → Bf Rothe Erde → Forst → Brand → Kornelimünster → Walheim → Schleckheim → Oberforstbach → Burtscheid → Marienhospital → Theater → Elisenbrunnen |
| N2    | ASEAG          | Nachtexpress: nur in den Nächten vor Samstagen sowie Sonn- und Feiertagen Elisenbrunnen – (Aachen Bushof → / Karlsgraben ←) Ponttor – Laurensberg – Richterich – Horbach – Locht (D) – Gracht Kerk (NL) |
| N3    | ASEAG          | Nachtexpress: nur in den Nächten vor Samstagen sowie Sonn- und Feiertagen Elisenbrunnen – Aachen Bushof (→ Ludwig Forum → Haaren → Verlautenheide → Würselen → Morsbach → Bardenberg → / ← Eurogress ← Berensberg ← Rumpen ← Kohlscheid Markt ← Klinkheide ← Pannesheide ← Straß ←) Herzogenrath Bf – Ritzerfeld – Merkstein (← Boscheln ← Holthausen) |
| N4    | ASEAG          | Nachtexpress: nur in den Nächten vor Samstagen sowie Sonn- und Feiertagen Aachen Bushof – (Elisenbrunnen → Karlsgraben →) Ponttor – Westbahnhof – Hörn – Uniklinik – Kullen (D) – (Vaalserquartier (D) →) Vaals Heuvel (NL) |
| N5    | ASEAG          | Nachtexpress: nur in den Nächten vor Samstagen sowie Sonn- und Feiertagen Aachen Bushof → Elisenbrunnen → Misereor → Aachen Hbf → Marienhospital → Burtscheid → Lichtenbusch → Oberforstbach → Schleckheim → Kornelimünster → Niederforstbach → Brand → Forst → Bf Rothe Erde → Frankenberger Viertel → Aachen Hbf → Misereor → Elisenbrunnen |
| N6    | ASEAG          | Nachtexpress: nur in den Nächten vor Samstagen sowie Sonn- und Feiertagen Aachen Bushof → Alter Tivoli → Berensberg → Rumpen → Kohlscheid Weststr. → Klinkheide → Kohlscheid Markt → Bardenberg → Morsbach → Würselen → Haaren → Liebigstr. → Aachen Bushof → Elisenbrunnen |
| N7    | ASEAG          | Nachtexpress: nur in den Nächten vor Samstagen sowie Sonn- und Feiertagen (Aachen Bushof →) Elisenbrunnen – Karlsgraben – Schanz – Hanbruch – Kronenberg – Preusweg – (Preuswald →) Bildchen Grenze (D) – Kelmis (B) |
| N8    | ASEAG          | Nachtexpress: nur in den Nächten vor Samstagen sowie Sonn- und Feiertagen (Elisenbrunnen →) Aachen Bushof – Kaiserplatz – Josefskirche – Geschwister-Scholl-Gymnasium – Eilendorf – (Münsterbusch → Zinkhütter Hof → / Atsch ←) Stolberg Rosental |
| N9    | ASEAG          | Nachtexpress: nur in den Nächten vor Samstagen sowie Sonn- und Feiertagen Elisenbrunnen – Aachen Bushof – (Liebigstr. → Haaren → / ← Alter Tivoli ← Scherberg ← Würselen ← Alsdorf) Weiden – Vorweiden – Linden-Neusen – Broicher Siedlung – Alsdorf-Mariadorf – Siedlung Ost – Alsdorf Annapark |
| N60   | ASEAG          | Während der Sperrung der B258 kann der Nachtexpress in Konzen nur die Haltestellen Konzen Bf. und Breitestr. bedienen. Aus Zeitgründen kann Imgenbroich nicht bedienen. Nachtexpress: nur in den Nächten vor Samstagen sowie Sonn- und Feiertagen Aachen Hauptbahnhof → Elisenbrunnen → Aachen Bushof → Kaiserplatz → Josefskirche → Bf Rothe Erde → Forst → Brand → Kornelimünster → Walheim → Hahn → Rott → Roetgen → Lammersdorf → Rollesbroich → Witzerath → Simmerath → Strauch Am Roßbach → Kesternich → Am Gericht → Konzen Breitestr. → Konzen Bf. → Roetgen → Friesenrath → Walheim |

## Gegenwärtiger Zustand und Umbaupläne

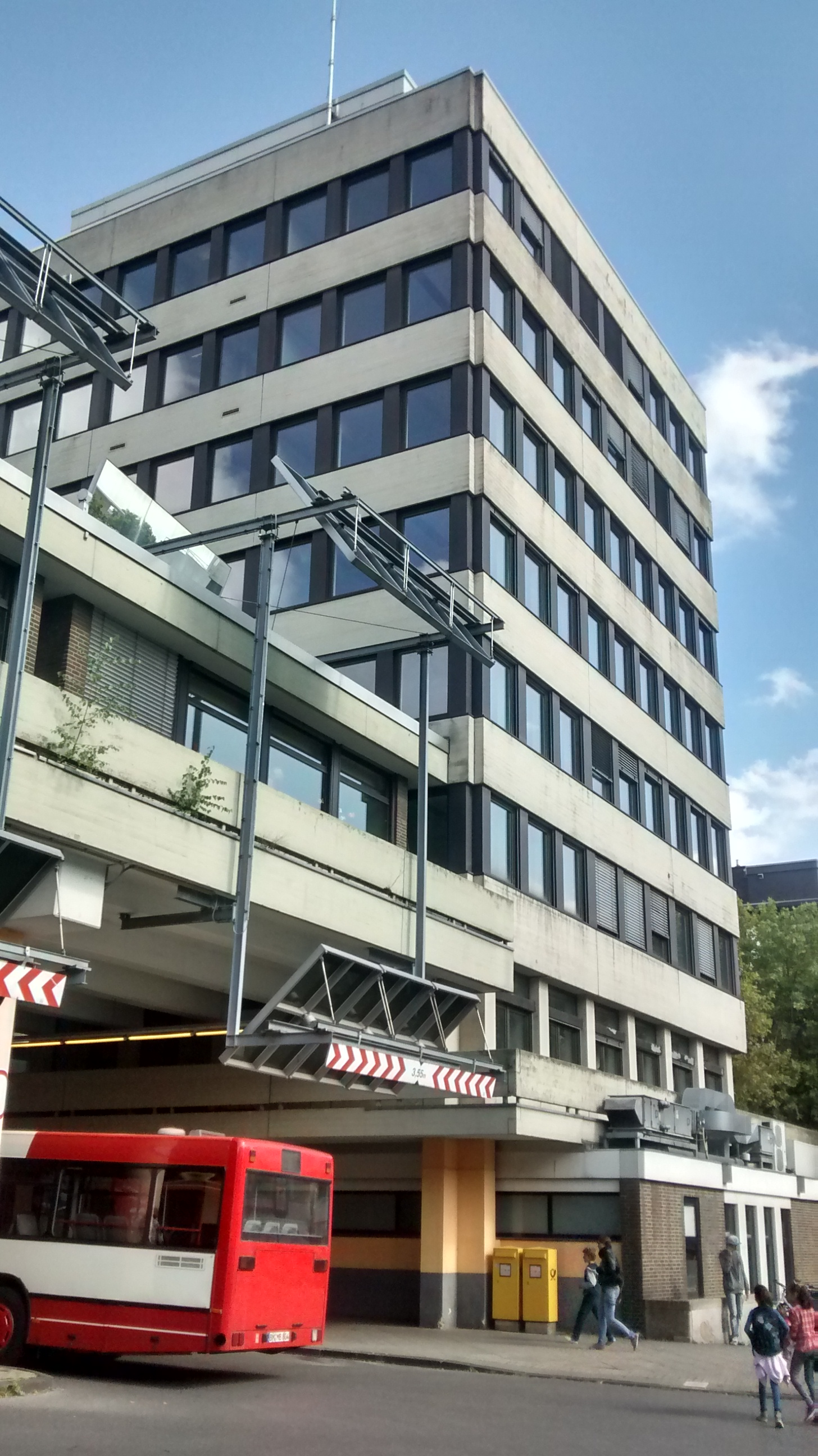
Westseite des Bushofs mit Büroräumen

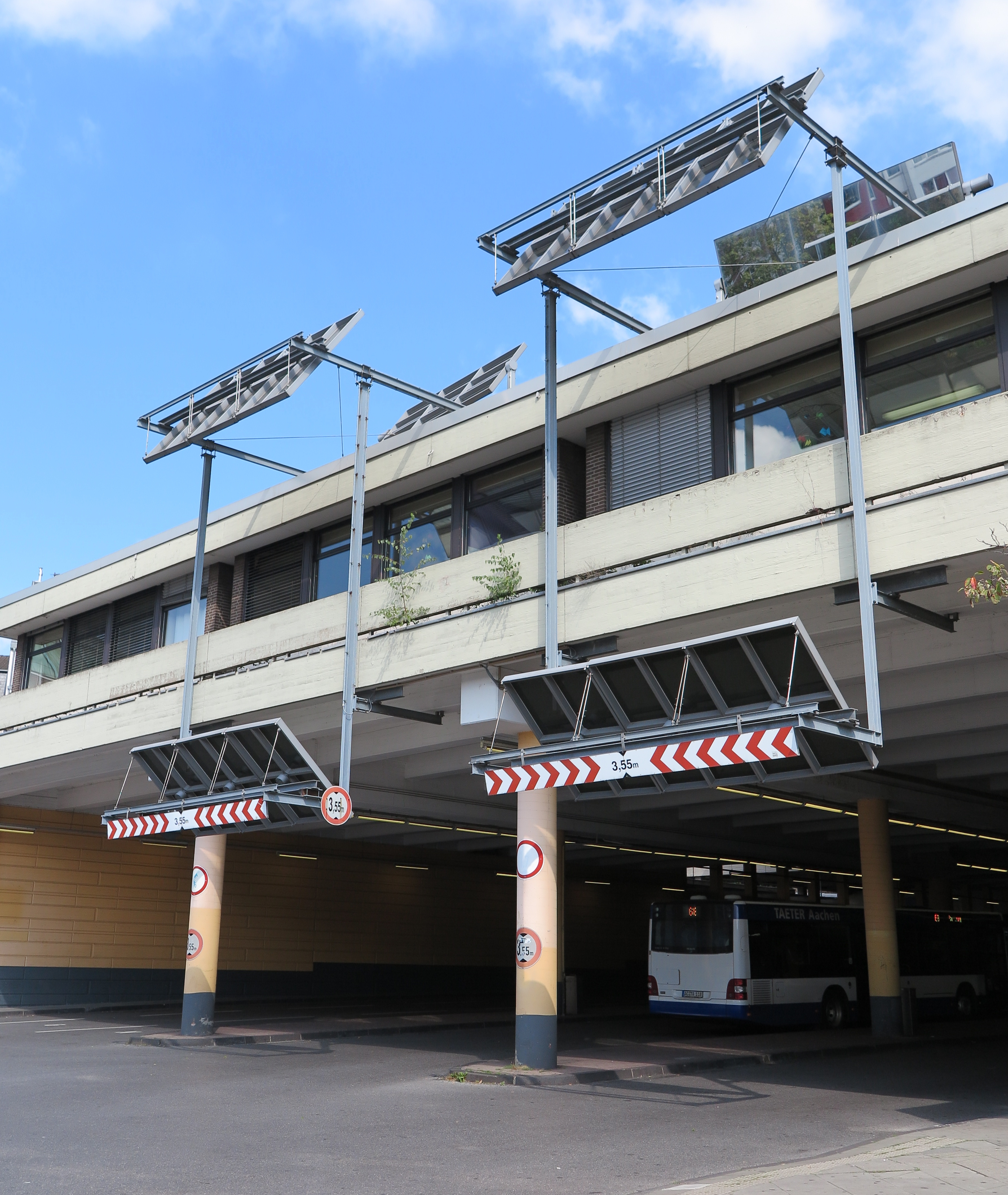
Heliostaten-Anlage

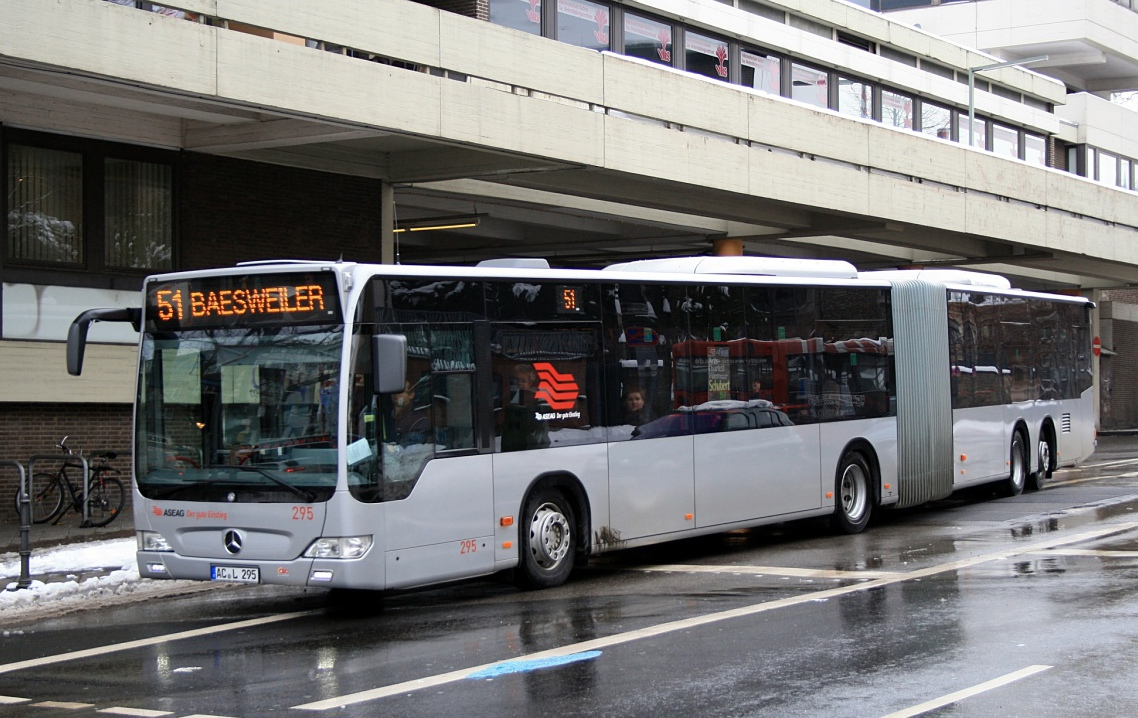
Mercedes-Benz CapaCity vor dem Bushofsgebäude

Während das Bushofsgebäude in den 1970er-Jahren als modern galt, wird es heute oft als Bausünde betrachtet. Eine Fußgängerunterführung unter der Kurhausstraße, welche gemeinsam mit dem Bushofsgebäude errichtet worden war, ist seit Jahrzehnten notdürftig abgesperrt. Im Treppenabgang zu dieser Unterführung auf der gegenüber dem Bushof gelegenen Seite der Kurhausstraße sammelt sich Unrat. Zudem ereignen sich am Bushof nachts regelmäßig Überfälle und Schlägereien. Die Lokalpresse bezeichnet den Bushof mit seinem Umfeld als sozialen Brennpunkt.
Im Koalitionsvertrag von CDU und Grünen nach der Kommunalwahl 2009 wurde eine Aufwertung oder ein Abriss des Bushofes festgeschrieben. Im Frühjahr 2011 wurde ein Gutachten in Auftrag gegeben, welches die Notwendigkeit des Gebäudes untersuchen und sogar eine komplette Verlegung des Bushofs prüfen sollte. Im August 2011 forderte die Aachener SPD, anstelle der Bussteige unter dem Bushofsgebäude eine 500 Meter lange Mittelinsel auf der Peterstraße zu installieren, räumte aber gleichzeitig hohe Kosten und die Problematik langer Umsteigewege ein. In den Planungen zur Campusbahn war der Bushof als zentraler Kreuzungspunkt der beiden projektierten Straßenbahnlinien vorgesehen. Diese beiden Linien sollten sich jedoch nicht im Bushof kreuzen, sondern davor. Ein Bürgerentscheid am 10. März 2013 verhinderte jedoch die Durchführung dieser Planungen.
Im Jahr 2013 beauftragte die Stadt ein Stadtplanungsbüro für ein Innenstadtkonzept 2022. Das Planungsbüro gab daraufhin bekannt, am Bushof werde es in den folgenden zehn Jahren „deutliche Umbrüche“ geben. Ein Ideenwettbewerb solle Anhaltspunkte für das weitere Vorgehen liefern. Als frühestmöglicher Baubeginn wurde 2016 genannt.
Das Wahlprogramm der Aachener CDU zur Kommunalwahl 2014 enthielt die Bekundung der Absicht einer „grundlegenden Umgestaltung“ des Bushofs und einer „Verlegung der Haltestellen aus dem Inneren des Bushofs in den Straßenbereich“. Auch die SPD forderte wieder eine Umgestaltung. Die Grünen befürworteten einen Abriss des Gebäudes und eine Nutzung der dadurch freiwerdenden Fläche als Park.
Unter den Ideen zur Umgestaltung waren 2018 etliche Varianten, vom Abriss des überdachten Bushofs bis zum Abbruch des gesamten Komplexes. Was mit dem Bushof geschehen soll, muss die Politik mit dem Miteigentümer Gerd Sauren abstimmen. Laut der Stadt Aachen wird eine „städtebauliche verkehrliche Machbarkeitsstudie erarbeitet, die die Auslagerung der Busse aus dem Erdgeschoss des Komplexes zum Ziel hat“, mit dem Ziel Raum zu gewinnen und anschließend einen städtebaulichen Wettbewerb für das Gelände durchzuführen.
2019 hat sich im Umfeld des Bahnhofs keine Verbesserung eingestellt, was die Einzelhändler monieren.